# (4213) Njord
(4213) Njord (1987 ST4) – planetoida z pasa głównego asteroid okrążająca Słońce w ciągu 3,69 lat w średniej odległości 2,39 j.a. Odkryta 25 września 1987 roku.